# Chris Van Allsburg
Chris Van Allsburg, né le 18 juin 1949 à Grand Rapids dans le Michigan, est un auteur et illustrateur américain de livre pour enfants.

## Biographie
Chris Van Allsburg a été deux fois récompensé de la médaille Caldecott, pour ses livres Jumanji en 1982, et Boréal-express en 1986, qu'il écrivit et illustra et qui furent adaptés au cinéma. Il reçut par ailleurs la médaille Caldecott d'honneur en 1980 pour son livre Le Jardin d'Abdul Gasazi.
À noter la présence dans chaque album d'un bullterrier blanc avec une tache noire sur un œil. Ce chien est un véritable personnage dans Le Jardin d'Abdul Gasazi, mais n'apparaît que par incidence dans les autres ouvrages. Parfois, ce n'est même pas un animal, mais un jouet.

## Œuvres
- 1979 : Le Jardin d'Abdul Gasazi
- 1981 : Jumanji
- 1982 : Ben's Dream
- 1983 : L'Épave du Zéphyr
- 1984 : Les Mystères de Harris Burdick
- 1984 : The Enchanted World: Ghosts
- 1985 : Boréal-express / trad. Isabelle Reinharez. Paris : École des Loisirs, 10/2017, 30 p.  (ISBN 978-2-211-23050-6)
- 1985 : The Mother Goose Collection
- 1985 : The Enchanted World: Dwarfs
- 1986 : The Stranger
- 1987 : The Z Was Zapped
- 1988 : Deux fourmis
- 1989 : Swan Lake
- 1990 : Ce n'est qu'un rêve
- 1991 : The Wretched Stone
- 1992 : Le Balai magique
- 1993 : Une figue de rêve
- 1993 : From Sea to Shining Sea: A Treasury of American Folklore and Folk Songs
- 1995 : Bad Day at Riverbend
- 1996 : A City in Winter
- 1997 : The Veil of Snows
- 1998 : The Emperor's New Clothes: An All-Star Illustrated Retelling of the Classic Fairy Tale
- 2000 : Oz: The Hundredth Anniversary Celebration
- 2002 : Zathura
- 2006 : Probouditi!
- 2010 : A Kingdom Far and Clear: The Complete Swan Lake Trilogy
- 2011 : La Reine du Niagara
- 2011 : Les Chroniques de Harris Burdick (The Chronicles of Harris Brudick : Fourteen Amazing Authors Tell the Tales) / trad. Diane Ménard. Paris : École des Loisirs, 11/2013, 310 p;  (ISBN 978-2-211-20954-0)
- 2014 : The Misadventures of Sweetie Pie

## Distinctions
- 1980 : Finaliste Médaille Caldecott pour Le Jardin d'Abdul Gasazi
- 1982 : (international) « Honour List »[1] de l' IBBY pour Le Jardin d'Abdul Gasazi
- 1982 : Médaille Caldecott pour Jumanji
- 1986 : Médaille Caldecott pour Boréal-express
- 1993 : Médaille Regina (en)

## Adaptations de son œuvre

### Cinéma
- 1995 : Jumanji, de Joe Johnston
- 2004 : Le Pôle express, adaptation de l'album Boréal-express, de Robert Zemeckis
- 2005 : Zathura : Une aventure spatiale, de Jon Favreau
- 2017 : Jumanji : Bienvenue dans la jungle, de Jake Kasdan, inspiré de son univers (suite du film de 1995)
- 2019 : Jumanji: Next Level, de Jake Kasdan, inspiré de son univers (suite du film de 2017)

### Télévision
- 1996-1999 : Jumanji, série télévisée d'animation

### Jeux vidéo
Plusieurs jeux vidéo ont été indirectement inspirés de son œuvre en tant que produits dérivés des films Jumanji et Zathura.